# Chien courant d'Istrie à poil dur
Pour la race à poil ras, voir chien courant d'Istrie à poil ras.
Le chien courant d'Istrie à poil dur est une race de chiens originaire d'Istrie en Croatie. C'est un chien courant de taille moyenne, d'allure robuste, à la robe à dominance blanche marquée de orange, au poil dur et long. Il s'agit d'un chien de chasse employé comme chien courant ou chien de recherche au sang, sur les vastes terrains dégagés de son pays d'origine.

## Historique
L'histoire du chien courant d'Istrie à poil dur est mêlée à celle de la variété à poil ras. Il s'agit certainement d'un type ancien, bien que l'origine exacte en soit inconnue. Le chien courant d'Istrie à poil dur est moins représenté et décrits que le poil ras, du fait du poil hérissé en général moins apprécié et attirant dans l’iconographie. Ce chien courant est longuement décrit par B. Laska sous le nom de « barbini » en 1896 et en 1905 : ces chiens s'achetaient en Istrie dans la région de Buzet et de Pazin. La race a presque disparu durant la Première Guerre mondiale. Dès 1924, ces chiens sont inscrits dans le livre des origines croate et la race est reconnue par la Fédération cynologique internationale en 1948. Le premier standard est publié en 1969.

## Standard

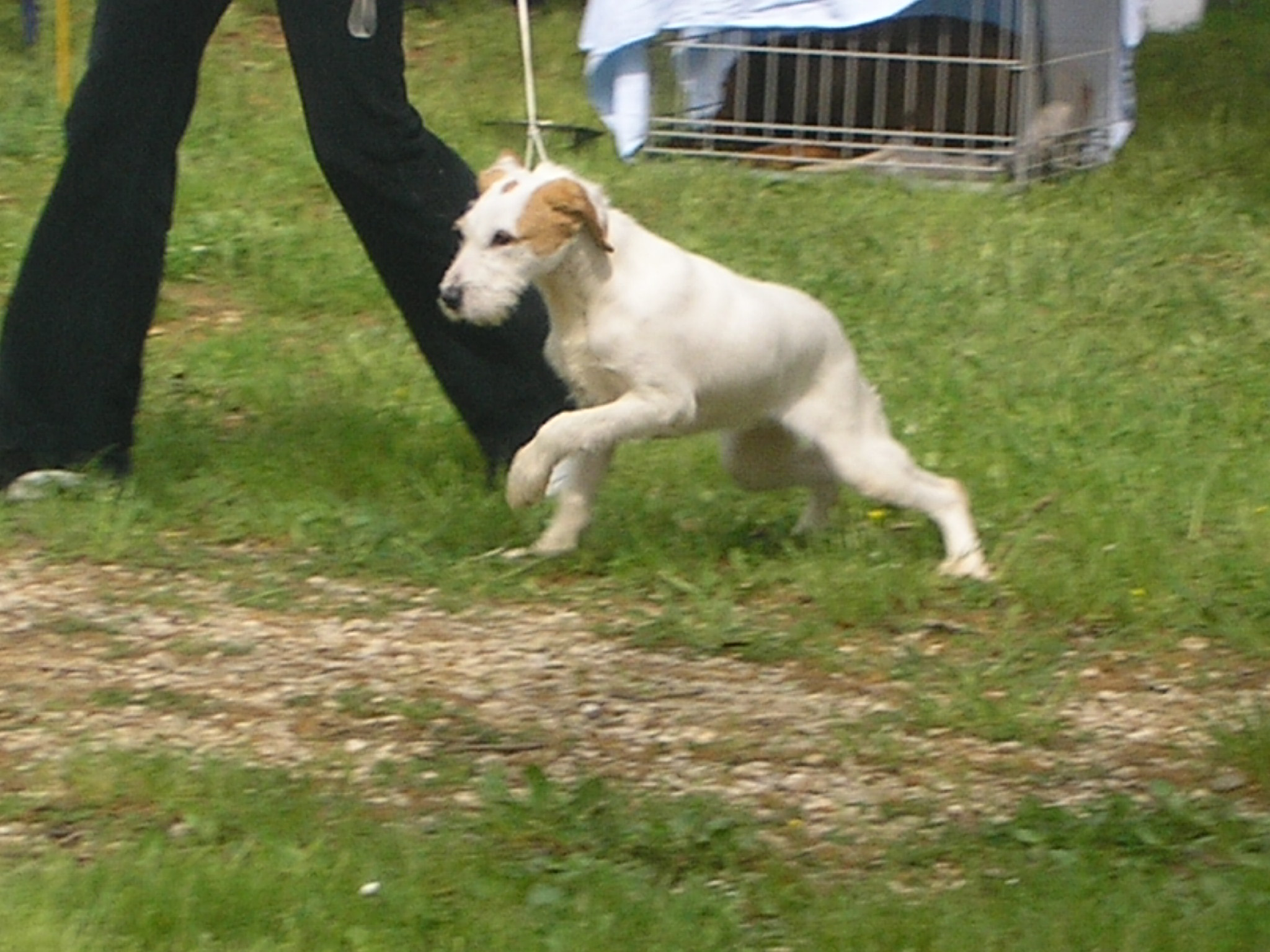
Chien courant d'Istrie à poil dur lors d'une exposition canine en Croatie.

Le chien courant d'Istrie à poil dur est un chien de taille moyenne, au corps robuste doté d'une ossature solide. Attachée assez haut, la queue forte est portée bas avec une légère courbure vers le haut et atteint le jarret. La tête est oblongue avec des sourcils touffus. Les oreilles ne sont pas très épaisses et revêtues d’un poil plus court. Mi-longues à longues, elles tombent appliquées contre les joues et s'élargissent vers le milieu pour se terminer par une extrémité arrondie. Les yeux sont grands et de couleur foncé avec un regard d'expression sombre. Ils sont surmontés de sourcils broussailleux.
Le poil de couverture est dur, d’une longueur de 5 à 10 cm, mat, hérissé et droit. Le sous-poil est abondant et court, notamment en hiver. La couleur de la robe est blanc de neige avec des marques jaune-orangé. Les oreilles sont habituellement orangées ou mouchetées orangées. Le front arbore souvent une tache en forme d’étoile. Des taches orangées plus ou moins étendues ou des mouchetures de même couleur peuvent être présentes sur tout le corps, le plus souvent à la base de la queue. Ces marques ne doivent pas être trop nombreuses et étendues de façon à l’emporter sur le fond blanc. 

## Caractère
Le standard FCI de la race décrit le chien courant d'Istrie à poil dur comme un chien doux, docile, calme et très attaché à son maître. C'est un chien de tempérament équilibré, très passionné à la chasse.

## Utilité
Le chien courant d'Istrie à poil dur est un chien courant ou de recherche au sang utilisé pour la chasse au renard et au lièvre. Il possède une voix sonore, d’une intonation moyenne à grave ; il est considéré comme un chien fortement aboyeur. Il est adapté à la chasse dans les vastes terrains découverts. Il est employé en couple ou en meute de petite taille, notamment sur les terrains rocailleux ou broussailleux.
Son tempérament aboyeur le rend inapte à la vie en ville. C'est cependant un bon chien de compagnie du fait de son caractère doux et amical.